# Miles în Spațiu
Miles în spațiu (intitulat Miles From Tomorrow în UK) este o serie animată CGI Disney Junior. Seria a fost difuzată între 19 și 23 ianuarie, înainte de a fi difuzată oficial pe 6 februarie 2015. Această serie este numită după Tomorrowland în parcurile tematice ale Disney. Pentru sezonul al treilea, care a debutat pe 16 octombrie 2017 pe Disney Channel, a fost redenumit Misiunea cosmo-forța.
Pe 20 august 2018, Disney Junior a anunțat că a anulat Miles în spațiu, cunoscută și ca Misiunea cosmo-forța, după trei sezoane din cauza ratingurilor scăzute [ verificare nereușită ] și nu ar fi reînnoit pentru un al patrulea sezon. Finala seriei a fost difuzată pe 10 septembrie 2018.

## Miles în spațiu
De la Wikipedia, enciclopedia liberă
Salt la navigareSalt la căutare
| Miles în spațiu                      | Miles în spațiu |
| ------------------------------------ | --- |
|                                      | |
| De asemenea cunoscut ca și           | Miles din Tomorrowland - Miles în spațiu(sezonul 1 și 2) [1] - Miles:Misiunea cosmo-forța(sezonul 3) Miles din Tomorrowland |
| gen                                  | Aventură Ficțiune |
| Creat de                             | Sascha Paladino |
| Regizat de către                     | Paul Demeyer [2] |
| Prezentat de                         | Disney Junior |
| În rolurile principale               | Cullen McCarthy (sezonul 1) Justin Felbinger (sezonul 2) Fiona Episcop Olivia Munn Tom Kenny Dee Bradley Baker              |
| Tema de deschidere                   | "Way Out" [3] Scrisă și realizată de Beau Black [4]                                                                         |
| Compozitor (s)                       | Frederik Wiedmann |
| Țara de origine                      | Statele Unite |
| Limba (i) originală (e)              | Engleză |
| Numărul de sezoane                   | 3 |
| Numărul de episoade                  | 75( lista episoadelor ) |
| producere                            | |
| Producător (i) executiv(e)           | Sascha Paladino |
| Editor (s)                           | Nicole Dubuc și Greg Johnson (poveste)                                                                                      |
| Timpul de difuzare                   | 11 minute [5] |
| Compania (societățile) de producțiee | Disney Junior [6] DQ Entertainment[2] Animație Wild Canary [2]                                                              |
| Distribuitor                         | Disney-ABC television group                                                                                                 |
| Eliberare                            | |
| Rețea originală                      | - Disney Junior |
| Eliberare originală                  | 6 februarie 2015 - 10 septembrie 2018                                                                                       |
| linkuri externe                      | |
| Site oficial                         | |

## Sinopsis
Miles în spațiu este o serie de aventuri animate pentru spațiu stabilită în anul 2501. Centrul se adresează familiei Callisto care trăiește pe o navă spațială numită Stellosfera și lucrează pentru Autoritatea de Tranzit Tomorrowland (ATT). [10] [11]
Setați în spațiul cosmic, seria urmărește aventurile familiei Callisto - Miles, sora Loretta și părinții lor de știință Phoebe și Leo, care lucrează pentru Autoritatea de Tranzit Tomorrowland (ATT) pentru o misiune de conectare a universului. Fiecare episod constă în două povestiri de 11 minute, pe măsură ce Miles și familia lui explorează planete extraterestre. [ citare necesară ]
În sezonul 3, Miles conduce acum o echipă numită Misiunea cosmo-forța , care constă din sora sa, Loretta, și prietenii lor, Haruna, Blogger și Mirandos în timp ce își continuă misiunea de a conecta și proteja autoritatea de tranzit Tomorrowland (ATT) de asemenea, cu o nouă amenințare: Nemesystems .

## Episoade
| Sezon | Sezon | episoade | episoade | Inițial difuzat   | Inițial difuzat         |
| Sezon | Sezon | episoade | episoade | Prima emisiune    | Ultima difuzare         |
| ----- | ----- | -------- | -------- | ----------------- | ----------------------- |
|       | 1     | 30       | 30       | 6 februarie 2015  | 18 martie 2016          |
|       | 2     | 24       | 24       | 20 iunie 2016     | 26 august 2017          |
|       | 3     | 21       | 21       | 16 octombrie 2017 | 10 septembrie 2018 [12] |

### Sezonul 1 (2015-16)
| Nrde ansamblu | Nu în sezon | Titlu                                            | Regizat de către        | Scris de                                               | Storyboards de                                               | Data originală a aerului [2] | Prod. cod | Spectatori americani (milioane) |
| ------------- | ----------- | ------------------------------------------------ | ----------------------- | ------------------------------------------------------ | ------------------------------------------------------------ | ---------------------------- | --------- | ------------------------------- |
| 1a            | 1a          | "Naveta fugitivă"                                | John Eng                | Nicole Dubuc                                           | John Eng și Larry Scholl                                     | 6 februarie 2015             | 101       | 1,02 [3]                        |
|               |             |                                                  |                         |                                                        |                                                              |                              |           |                                 |
| 1b            | 1b          | "Surf în vârtej"                                 | John Eng                | Joe Ansolabehere                                       | Andrei Svislotski                                            | 6 februarie 2015             | 101       | 1,02 [3]                        |
|               |             |                                                  |                         |                                                        |                                                              |                              |           |                                 |
| 2a            | 2a          | "Călătorie către planeta înghețată"              | Michael Daedalus Kenny  | Sascha Paladino                                        | Monica Tomova                                                | 6 februarie 2015             | 102       | 0,76 [3]                        |
| 2b            | 2b          | "Flickoraxa atacă"                               | Michael Daedalus Kenny  | Sascha Paladino                                        | Rudi Berden                                                  | 6 februarie 2015             | 102       | 0,76 [3]                        |
| 3a            | 3a          | "Ocean în mișcare"                               | Sue Perrotto            | Nicole Dubuc                                           | Derek Lee Thompson, Sue Perrotto, Seung-Hyun Oh & Ken Boyer  | 6 februarie 2015             | 103       | 0,94 [3]                        |
|               |             |                                                  |                         |                                                        |                                                              |                              |           |                                 |
| 3b            | 3b          | "Schimb de cunoștințe"                           | Sue Perrotto            | Greg Johnson                                           | Chris Harmon                                                 | 6 februarie 2015             | 103       | 0,94 [3]                        |
|               |             |                                                  |                         |                                                        |                                                              |                              |           |                                 |
| 4a            | 4a          | "Stop joc”                                       | John Eng                | Nicole Dubuc                                           | Andrei Svislotski                                            | 6 februarie 2015             | 104       | 0,85 [3]                        |
|               |             |                                                  |                         |                                                        |                                                              |                              |           |                                 |
| 4b            | 4b          | "Cum am salvat vacanța de vară"                  | John Eng                | Joe Ansolabehere                                       | Larry Scholl și Jeff McGrath                                 | 6 februarie 2015             | 104       | 0,85 [3]                        |
|               |             |                                                  |                         |                                                        |                                                              |                              |           |                                 |
| 5a            | 5a          | "S-o prindem pe IOTA!"                           | Michael Daedalus Kenny  | Joe Ansolabehere                                       | Rudi Berden                                                  | 13 februarie 2015            | 105       | 0,98 [4]                        |
| 5b            | 5b          | "Mărețul Marc"                                   | Michael Daedalus Kenny  | Greg Johnson                                           | Monica Tomova                                                | 13 februarie 2015            | 105       | 0,98 [4]                        |
| 6a            | 6a          | "Cine a furat stellosfera?"                      | Sue Perrotto            | Greg Johnson                                           | Chris Harmon                                                 | 20 februarie 2015            | 106       | 1.86 [5]                        |
|               |             |                                                  |                         |                                                        |                                                              |                              |           |                                 |
| 6b            | 6b          | "Să rostogolim"                                  | Sue Perrotto            | Lisa Kettle                                            | Carin-Anne Anderson                                          | 20 februarie 2015            | 106       | 1.86 [5]                        |
|               |             |                                                  |                         |                                                        |                                                              |                              |           |                                 |
| 7a            | 7a          | "Micșorarea"                                     | John Eng                | Greg Johnson(poveste) Bradley Zweig                    | Scott Heming                                                 | 20 martie 2015               | 107       | 1.12 [6]                        |
| 7b            | 7b          | "Călătoria Quarkonilor"                          | John Eng                | Joe Ansolabehere                                       | Andrei Svislotski                                            | 20 martie 2015               | 107       | 1.12 [6]                        |
| 8a            | 8a          | ''La mulți ani, căpitane!"                       | Michael Daedalus Kenny  | Nicole Dubuc                                           | Fred Cline                                                   | 20 martie 2015               | 108       | 1,17 [6]                        |
| 8b            | 8b          | "Planeta plantelor"                              | Michael Daedalus Kenny  | Joe Ansolabehere                                       | Rudi Berden și Jeff McGrath                                  | 20 martie 2015               | 108       | 1,17 [6]                        |
| 9a            | 9a          | "Către zona aurie"                               | Sue Perrotto            | Sascha Paladino                                        | Carin-Anne Anderson                                          | 20 martie 2015               | 109       | 1,07 [6]                        |
|               |             |                                                  |                         |                                                        |                                                              |                              |           |                                 |
| 9b            | 9b          | "Plănuirea sughițului"                           | Sue Perrotto            | Nicole Dubuc                                           | Chris Harmon                                                 | 20 martie 2015               | 109       | 1,07 [6]                        |
|               |             |                                                  |                         |                                                        |                                                              |                              |           |                                 |
| 10a           | 10a         | ''Pe nava poliției"                              | John Eng                | Sascha Paladino                                        | Scott Heming                                                 | 3 aprilie 2015               | 110       | 1,68 [7]                        |
| 10b           | 10b         | "Invadatorul navei spațiale"                     | John Eng                | Nicole Dubuc și Eugene Son                             | Kelly James                                                  | 3 aprilie 2015               | 110       | 1,68 [7]                        |
| 11a           | 11b         | "Mama Marc"                                      | Michael Daedalus Kenny  | Kevin Hopps                                            | Rudi Berden                                                  | 8 mai 2015                   | 111       | 1,22 [8]                        |
| 11b           | 11b         | "Cursa spațială"                                 | Michael Daedalus Kenny  | Greg Johnson                                           | Fred Cline și Jeff McGrath                                   | 8 mai 2015                   | 111       | 1,22 [8]                        |
| 12a           | 12a         | "Aventuri cu animale de casă"                    | Sue Perrotto            | Dean Ștefan                                            | Chris Harmon                                                 | 17 aprilie 2015              | 112       | 1,07 [9]                        |
| 12b           | 12b         | "Urmărirea uimitoare a Blastboardului"           | Sue Perrotto            | Sascha Paladino(poveste) Bradley Zweig                 | Carin-Anne Anderson                                          | 17 aprilie 2015              | 112       | 1,07 [9]                        |
| 13a           | 13a         | "Deconectat"                                     | John Eng și Kelly James | Greg Johnson                                           | Andrei Svislotski                                            | 24 aprilie 2015              | 113       | 1,08 [10]                       |
| 13b           | 13b         | "Gunoiul"                                        | John Eng și Kelly James | Sascha Paladino(poveste) Eugene Son                    | Kelly James                                                  | 24 aprilie 2015              | 113       | 1,08 [10]                       |
| 14a           | 14a         | "Aventura pe Neptun"                             | Michael Daedalus Kenny  | Greg Johnson                                           | Jeff McGrath                                                 | 15 mai 2015                  | 114       | 1,02 [11]                       |
| 14b           | 14b         | "Ochi în ochi"                                   | Michael Daedalus Kenny  | Nicole Dubuc (poveste) Marsha Griffin                  | Fred Cline                                                   | 15 mai 2015                  | 114       | 1,02 [11]                       |
| 15a           | 15a         | ''Luna fantomă"                                  | Sue Perrotto            | Greg Johnson                                           | Chris Harmon                                                 | 10 octombrie 2015            | 115       | 1,75 [12]                       |
| 15b           | 15b         | "Noaptea furtunoasă într-o nebuloasă întunecată" | Sue Perrotto            | Greg Johnson                                           | Carin-Anne Anderson                                          | 10 octombrie 2015            | 115       | 1,75 [12]                       |
| 16a           | 16a         | "Mâncarea congelată"                             | Kelly James             | Eugene Son și Nicole Dubuc                             | Andrei Svislotski                                            | 10 iulie 2015                | 116       | 1,54 [13]                       |
| 16b           | 16b         | "Pe curând,multiliftule!"                        | Kelly James             | Lisa Kettle                                            | Scott Heming                                                 | 10 iulie 2015                | 116       | 1,54 [13]                       |
| 17a           | 17a         | "Noaptea Yuri"                                   | Michael Daedalus Kenny  | Sascha Paladino, Nicole Dubuc și Kevin Hopps (poveste) | Fred Cline                                                   | 3 iulie 2015                 | 117       | 1,71 [14]                       |
| 17b           | 17b         | "Eu, Stella"                                     | Michael Daedalus Kenny  | Greg Johnson                                           | Rudi Berden                                                  | 3 iulie 2015                 | 117       | 1,71 [14]                       |
| 18a           | 18a         | " Anul Nou Lunar "                               | Sue Perrotto            | Nicole Dubuc                                           | Chris Harmon                                                 | 17 iulie 2015                | 118       | 1,68 [15]                       |
| 18b           | 18b         | "Jurnalul Motohuverului"                         | Sue Perrotto            | Lisa Kettle                                            | Derek Lee Thompson                                           | 17 iulie 2015                | 118       | 1,68 [15]                       |
| 19a           | 19a         | "În căutarea lui Skellig Ro"                     | Kelly James & John Eng  | Sascha Paladino                                        | Fred Cline                                                   | 24 iulie 2015                | 119       | 1,87 [16]                       |
| 19b           | 19b         | " Specie în pericol "                            | Kelly James & John Eng  | Greg Johnson                                           | Scott Heming                                                 | 24 iulie 2015                | 119       | 1,87 [16]                       |
| 20a           | 20a         | "Exploasteroidul"                                | Michael Daedalus Kenny  | Brian Swenlin                                          | Rudi Berden                                                  | 7 august 2015                | 120       | 1,40 [17]                       |
| 20b           | 20b         | "Merc magneticul"                                | Michael Daedalus Kenny  | Dustin Ferrer                                          | Jeff McGrath                                                 | 7 august 2015                | 120       | 1,40 [17]                       |
| 21a           | 21a         | "O problemă în creștere"                         | Sue Perrotto            | Eugene Son                                             | Carin-Anne Anderson și Derek Lee Thompson                    | 13 august 2015               | 121       | 1,40 [18]                       |
| 21b           | 21b         | "Evadarea Tardigradului"                         | Sue Perrotto            | Eugene Son                                             | Chris Harmon                                                 | 13 august 2015               | 121       | 1,40 [18]                       |
| 22a           | 22a         | "Miles contra vulcanului"                        | Kelly James             | Lisa Kettle                                            | Fred Cline                                                   | 19 septembrie 2015           | 122       | 1,56 [19]                       |
| 22b           | 22b         | ''Comorile de pe Marte"                          | Kelly James             | Nicole Dubuc                                           | Andrei Svislotski                                            | 19 septembrie 2015           | 122       | 1,56 [19]                       |
| 23a           | 23a         | "Descoperirea din expediție"                     | Michael Daedalus Kenny  | Sascha Paladino                                        | Jeff McGrath, Jeanette Moreno King, Rudi Berden și Ray Smyth | 4 decembrie 2015             | 123       | 0,85 [20]                       |
| 23b           | 23b         | "Globul de zăpadă"                               | Michael Daedalus Kenny  | Greg Johnson                                           | Rudi Berden                                                  | 4 decembrie 2015             | 123       | 0,85 [20]                       |
| 24a           | 24a         | "Un aliat neașteptat"                            | Sue Perrotto            | Nicole Dubuc                                           | Derek Lee Thompson                                           | 26 septembrie 2015           | 124       | 1,50 [21]                       |
| 24b           | 24b         | "Skyrise"                                        | Sue Perrotto            | Greg Johnson                                           | Chris Harmon                                                 | 26 septembrie 2015           | 124       | 1,50 [21]                       |
| 25a           | 25a         | "Lumea Dino"                                     | Kelly James             | Greg Johnson                                           | Andrei Svislotski                                            | 17 octombrie 2015            | 125       | 1,67 [22]                       |
| 25b           | 25b         | "Echipa Exo-Flex"                                | Kelly James             | Greg Johnson                                           | Fred Cline                                                   | 17 octombrie 2015            | 125       | 1,67 [22]                       |
| 26a           | 26a         | "Salvarea lui Pluto"                             | Michael Daedalus Kenny  | Nicole Dubuc                                           | Jeanette Moreno King                                         | 24 octombrie 2015            | 126       | 1,48 [23]                       |
| 26b           | 26b         | "Preluarea expressului solar"                    | Michael Daedalus Kenny  | Sascha Paladino                                        | Rudi Berden                                                  | 24 octombrie 2015            | 126       | 1,48 [23]                       |
| 27a           | 27a         | "Negustorul spațial"                             | Sue Perrotto            | Greg Johnson                                           | Chris Harmon                                                 | 7 noiembrie 2015             | 127       | 1,54 [24]                       |
| 27b           | 27b         | "Cupa quantum"                                   | Sue Perrotto            | Lisa Kettle (poveste) Dustin Ferrer                    | Derek Lee Thompson                                           | 7 noiembrie 2015             | 127       | 1,54 [24]                       |
| 28a           | 28a         | "Legenda lui Nisipeleului"                       | Kelly James             | Brian Swenlin                                          | Fred Cline                                                   | 14 noiembrie 2015            | 128       | 1,77 [25]                       |
| 28b           | 28b         | "Misterul din Atlantix"                          | Kelly James             | Lisa Kettle                                            | Andrei Svislotski                                            | 14 noiembrie 2015            | 128       | 1,77 [25]                       |
| 29a           | 29a         | "Evadarea de pe theethoscape"                    | Sue Perrotto            | Lisa Kettle                                            | Chris Harmon                                                 | 21 noiembrie 2015            | 129       | 1,39 [26]                       |
| 29b           | 29b         | "Călătoria autostopiștilor prin galaxie"         | Sue Perrotto            | Lisa Kettle                                            | Derek Lee Thompson                                           | 21 noiembrie 2015            | 129       | 1,39 [26]                       |
| .             |             |                                                  |                         |                                                        |                                                              |                              |           |                                 |
| 30            | 30          | "Galactech: Secretul găurii negre"               | Michael Daedalus Kenny  | Greg Johnson & Sascha Paladino                         | Rudi Berden, Jeanette Moreno King și Ray Smyth               | 18 martie 2016               | 130       | 1,07 [27]                       |

### Sezonul 2 (2016-17) "Galactech"
| Nrde ansamblu                             | Nu în sezon | Titlu                                               | Regizat de către       | Scris de                                              | Storyboards de                                                                          | Data originală a aerului [2] | Prod. cod [28] | Spectatori americani (milioane) |
| ----------------------------------------- | ----------- | --------------------------------------------------- | ---------------------- | ----------------------------------------------------- | --------------------------------------------------------------------------------------- | ---------------------------- | -------------- | ------------------------------- |
| 31a                                       | 1a          | "Galactech: Căpitanul Miles"                        | Sue Perrotto           | Lisa Kettle                                           | Chris Harmon                                                                            | 20 iunie 2016                | 201            | 0,57 [29]                       |
| 31b                                       | 1b          | "Căutarea lui Spot"                                 | Michael Daedalus Kenny | Sascha Paladino(poveste) Len Uhley                    | Rudi Berden                                                                             | 20 iunie 2016                | 201            | 0,57 [29]                       |
| 32a                                       | 2a          | "Bone pentru Bloob"                                 | Jeff McGrath           | Lisa Kettle                                           | Vitaly Shafirov                                                                         | 27 iunie 2016                | 202            | 0,65 [30]                       |
| 32b                                       | 2b          | "Astro-Steologii"                                   | Sue Perrotto           | Greg Johnson                                          | Derek Lee Thompson                                                                      | 27 iunie 2016                | 202            | 0,65 [30]                       |
| 33a                                       | 3a          | "Galactech: Cum sa construiesti un Robot-animalut?" | Michael Daedalus Kenny | Greg Johnson(poveste) Eugene Son                      | Fred Cline                                                                              | 11 iulie 2016                | 203            | 0,69 [31]                       |
| 33b                                       | 3b          | "Ziua carierei"                                     | Jeff McGrath           | Len Uhley                                             | Tom King                                                                                | 11 iulie 2016                | 203            | 0,69 [31]                       |
| Cântec : "Shine Bright" cântat de Martine |             |                                                     |                        |                                                       |                                                                                         |                              |                |                                 |
| 34a                                       | 4a          | "Galopul agitatorilor de teren"                     | Sue Perrotto           | Sascha Paladino(poveste) Nicole Dubuc                 | Kelly James                                                                             | 18 iulie 2016                | 204            | 0,68 [32]                       |
| 34b                                       | 4b          | "Galactech:Marsul Robo-pinguinilor"                 | Michael Daedalus Kenny | Lisa Kettle                                           | Rudi Berden și Ruolin Li                                                                | 18 iulie 2016                | 204            | 0,68 [32]                       |
| 35a                                       | 5a          | "Aventurile lui Jet retrograd"                      | Jeff McGrath           | Greg Johnson                                          | Vitaly Shafirov                                                                         | 25 iulie 2016                | 205            | 0,60 [33]                       |
| 35b                                       | 5b          | "Micutii extraterestrii"                            | Sue Perrotto           | Sascha Paladino                                       | Chris Harmon                                                                            | 25 iulie 2016                | 205            | 0,60 [33]                       |
| 36a                                       | 6a          | "Galactech: The Galactech Grab"                     | Michael Daedalus Kenny | Sascha Paladino(poveste) Len Uhley                    | Fred Cline                                                                              | 1 august 2016                | 206            | 0,67 [34]                       |
| 36b                                       | 6b          | "Galactech: o salvare a amiralilor"                 | Jeff McGrath           | Lisa Kettle                                           | Tom King                                                                                | 1 august 2016                | 206            | 0,67 [34]                       |
| 37a                                       | 7a          | "Galaxias Quest"                                    | Michael Daedalus Kenny | Sascha Paladino                                       | Ruolin Li                                                                               | 8 august 2016                | 207            | 0,75 [35]                       |
| 37b                                       | 7b          | "Galactech: Misiunea la soare"                      | Sue Perrotto           | Sascha Paladino(poveste) Ron Holsey                   | Derek Lee Thompson                                                                      | 8 august 2016                | 207            | 0,75 [35]                       |
| 38a                                       | 8a          | "Prima zi a Școlii Galactice" [36]                  | Sue Perrotto           | Sascha Paladino                                       | Kelly James                                                                             | 24 septembrie 2016           | 208            | 0,70 [37]                       |
| 38b                                       | 8b          | "Miles Underwater" [36]                             | Jeff McGrath           | Lisa Kettle                                           | Arthur Valencia                                                                         | 24 septembrie 2016           | 208            | 0,70                            |
| 39a                                       | 9a          | "Târgul Galactic" [38]                              | Michael Daedalus Kenny | Greg Johnson(poveste) Len Uhley                       | Fred Cline și Ray Smyth                                                                 | 8 octombrie 2016             | 209            | 0,85 [39]                       |
| 39b                                       | 9b          | "Getaway incorect" [38]                             | Jeff McGrath           | Greg Johnson(poveste) Len Uhley                       | Vitaly Shafirov                                                                         | 8 octombrie 2016             | 209            | 0,85                            |
| 40a                                       | 10a         | "Ziua clădirii"                                     | Michael Daedalus Kenny | Sascha Paladino(poveste) Bob Forward                  | Ruolin Li                                                                               | 15 octombrie 2016            | 210            | 0,76 [40]                       |
| 40b                                       | 10b         | "Galactech: Zborul Iotas"                           | Sue Perrotto           | Lisa Kettle                                           | Chris Harmon                                                                            | 15 octombrie 2016            | 210            | 0,76                            |
| 41a                                       | 11a         | "Galactech: Stil Rocketing" [41]                    | Jeff McGrath           | Len Uhley                                             | Tom King                                                                                | 22 octombrie 2016            | 211            | 0,92 [42]                       |
| 41b                                       | 11b         | "Merc's Night Out" [41]                             | Sue Perrotto           | Greg Johnson(poveste) Rick Suvalle                    | Derek Lee Thompson                                                                      | 22 octombrie 2016            | 211            | 0.92                            |
| 42a                                       | 12a         | "Space Junkers"                                     | Michael Daedalus Kenny | Kristofer Wellman                                     | Fred Cline                                                                              | 29 octombrie 2016            | 212            | 0,85 [43]                       |
| 42b                                       | 12b         | "Ajută-ne, Jet retrograd!"                          | Jeff McGrath           | Greg Johnson                                          | Arthur Valencia                                                                         | 29 octombrie 2016            | 212            | 0,85                            |
| 43a                                       | 13a         | "Pana de curent din blasbord"                       | Sue Perrotto           | Lisa Kettle                                           | Kelly James                                                                             | 5 noiembrie 2016             | 213            | 0,81 [44]                       |
| 43b                                       | 13b         | "Hotul de roboti"                                   | Michael Daedalus Kenny | Sascha Paladino(poveste) Len Uhley                    | Ruolin Li și Ray Smyth                                                                  | 5 noiembrie 2016             | 213            | 0,81 [44]                       |
| 44a                                       | 14a         | " Înapoi la muzica "                                | Jeff McGrath           | Lisa Kettle                                           | Rudi Berden                                                                             | 12 noiembrie 2016            | 214            | 0,88 [45]                       |
|                                           |             |                                                     |                        |                                                       |                                                                                         |                              |                |                                 |
| 44b                                       | 14b         | "Lunaro e salvata"                                  | Sue Perrotto           | Sascha Paladino                                       | Chris Harmon                                                                            | 12 noiembrie 2016            | 214            | 0,88 [45]                       |
| 45a                                       | 15a         | "Galactech:Talharul Sleeth"                         | Jeff McGrath           | Sascha Paladino și Greg Johnson(poveste) Rick Suvalle | Arthur Valencia                                                                         | 3 decembrie 2016             | 215            | 0,67 [46]                       |
| 45b                                       | 15b         | "Galactech: Flota Sleet"                            | Michael Daedalus Kenny | Greg Johnson                                          | Fred Cline și Ray Smyth                                                                 | 3 decembrie 2016             | 215            | 0.67                            |
| 46a                                       | 16a         | "Luna albastra"                                     | Jeff McGrath           | Greg Johnson(poveste) Len Uhley                       | Vitaly Shafirov                                                                         | 18 februarie 2017            | 216            | 0,72 [47]                       |
| 46b                                       | 16b         | "Dilema Reginei Gemma"                              | Sue Perrotto           | Lisa Kettle                                           | Derek Lee Thompson                                                                      | 18 februarie 2017            | 216            | 0,72                            |
| 47                                        | 17          | "Galactech: Misterul dinozaurilor"                  | Michael Daedalus Kenny | Greg Johnson & Sascha Paladino                        | Fred Cline, Ruolin Li și Ray Smyth                                                      | 25 martie 2017               | 217            | 0,60 [48]                       |
| 48a                                       | 18a         | "Cine a furat dinozaurul?"                          | Jeff McGrath           | Rick Suvalle                                          | Andrei Svislotski                                                                       | 1 aprilie 2017               | 221            | 0,58 [49]                       |
| 48b                                       | 18b         | "Noua minute până la culcare "                      | Sue Perrotto           | Lisa Kettle                                           | Fred Cline și Kelly James                                                               | 1 aprilie 2017               | 221            | 0,58                            |
| 49a                                       | 19a         | "Cautand vanatorul de furtuni"                      | Jeff McGrath           | Lisa Kettle                                           | Rudi Berden                                                                             | 8 aprilie 2017               | 218            | 0,61 [50]                       |
| 49b                                       | 19b         | "Galactech:Bracelexul Lorettei pierdut"             | Sue Perrotto           | Lisa Kettle                                           | Kelly James                                                                             | 8 aprilie 2017               | 218            | 0,61                            |
| 50a                                       | 20a         | ''Schimbatorul de jocuri"                           | Michael Daedalus Kenny | Sascha Paladino                                       | Ruolin Li și Ray Smyth                                                                  | 15 aprilie 2017              | 219            | 0,94 [51]                       |
| 50B                                       | 20b         | "Puiul de bataus"                                   | Sue Perrotto           | Len Uhley                                             | Chris Harmon                                                                            | 15 aprilie 2017              | 219            | 0,94                            |
| 51a                                       | 21a         | "Sub Europa"                                        | Jeff McGrath           | Lisa Kettle                                           | Arthur Valencia                                                                         | 20 mai 2017                  | 220            | 0,54 [52]                       |
| 51b                                       | 21b         | "Callisto pe gheață"                                | Sue Perrotto           | Rick Suvalle                                          | Derek Lee Thompson                                                                      | 20 mai 2017                  | 220            | 0,54                            |
| 52b                                       | 22a         | "Galactech:Negustorul spatial loveste din nou"      | Michael Daedalus Kenny | Greg Johnson(poveste) Kristofer Wellman               | Ruolin Li și Ray Smyth                                                                  | 10 iunie 2017                | 222            | 0,43 [53]                       |
| 52a                                       | 22b         | "Galactech: Callisto dispar"                        | Michael Daedalus Kenny | Rick Suvalle                                          | Fred Cline și Ray Smyth                                                                 | 10 iunie 2017                | 222            | 0,43                            |
| 53a                                       | 23a         | "Galactech:In căutarea Plectrixului"                | Jeff McGrath           | Sascha Paladino                                       | Arthur Valencia                                                                         | 8 iulie 2017                 | 223            | N / A                           |
|                                           |             |                                                     |                        |                                                       |                                                                                         |                              |                |                                 |
| 53b                                       | 23b         | "Treaba cu Robo-maimuta"                            | Sue Perrotto           | Lisa Kettle                                           | Kelly James și Derek Lee Thompson                                                       | 8 iulie 2017                 | 223            | N / A                           |
| 54                                        | 24          | "Conecteaza si apara"                               | Michael Daedalus Kenny | Greg Johnson & Sascha Paladino                        | Fred Cline, Chris Harmon, Derek Lee Thompson, Ray Smyth, Ruolin Li și Andrei Svislotski | 26 august 2017               | TBA            | 0,72 [54]                       |

### Sezonul 3 (2017-18) "Misiunea cosmo-forta"
Sezonul a debutat pe 16 octombrie 2017 ca Misiunea cosmo-forta. Datorită ratingurilor scăzute, Sezonul 3 sa încheiat după 21 de episoade.
| Nrde ansamblu | Nu în sezon | Titlu                                      | Regizat de către       | Scris de                                                                   | Storyboards de                                | Data originală a aerului [55] | Prod. cod [28] | Spectatori americani (milioane) |
| ------------- | ----------- | ------------------------------------------ | ---------------------- | -------------------------------------------------------------------------- | --------------------------------------------- | ----------------------------- | -------------- | ------------------------------- |
| 55a           | 1a          | "Marele jaf din trenul spatial"            | Sue Perrotto           | Sascha Paladino                                                            | Eddie Lin                                     | 16 octombrie 2017             | 302            | 0,58 [56]                       |
| 55B           | 1b          | "Misiunea cosmo-animale"                   | Jeff McGrath           | Lisa Kettle                                                                | Jamie Vickers                                 | 16 octombrie 2017             | 302            | 0,58                            |
| 56a           | 2a          | "Raufacatorii cauta raufacatorii"          | Sue Perrotto           | Greg Johnson                                                               | Kelly James                                   | 17 octombrie 2017             | TBA            | 0,45 [57]                       |
| 56b           | 2b          | "Robotul de recunoastere preia controlul'' | Jeff McGrath           | Sascha Paladino                                                            | Arthur Valencia                               | 17 octombrie 2017             | TBA            | 0,45                            |
| 57a           | 3a          | "Invadatorii din Tomorrowland"             | Michael Daedalus Kenny | Greg Johnson(poveste) Adam Beechen                                         | Derek Lee Thompson                            | 18 octombrie 2017             | TBA            | 0,38 [58]                       |
| 57b           | 3b          | "Creșterea zdrobitorilor de munti"         | Jeff McGrath           | Lisa Kettle                                                                | Calvin Suggs                                  | 18 octombrie 2017             | TBA            | 0,38                            |
| 58a           | 4a          | "Lupta pentru Zenith"                      | Sue Perrotto           | Lisa Kettle                                                                | Chris Harmon                                  | 19 octombrie 2017             | TBA            | N / A                           |
| 58b           | 4b          | "Misiunea cosmo-forta plus unu"            | Michael Daedalus Kenny | Sascha Paladino(poveste) Patrick Rieger                                    | Fred Cline                                    | 19 octombrie 2017             | TBA            | N / A                           |
| 59            | 5           | "Magicaiii de pe Infurnia"                 | Jeff McGrath           | Greg Johnson                                                               | Eddie Lin și Arthur Valencia                  | 20 octombrie 2017             | TBA            | N / A                           |
| 60A           | 6a          | "Naufragiat în spațiu"                     | Jeff McGrath           | Thomas Hart și Kristofer Wellman(poveste)                                  | Jamie Vickers                                 | 23 octombrie 2017             | TBA            | N / A                           |
| 60b           | 6b          | "Transplantare de planete"                 | Michael Daedalus Kenny | Lisa Kettle                                                                | Ray Smyth                                     | 23 octombrie 2017             | TBA            | N / A                           |
| 61a           | 7a          | "Cum să cresti un răufăcător mai bun"      | Michael Daedalus Kenny | Sascha Paladino                                                            | Derek Lee Thompson                            | 24 octombrie 2017             | TBA            | N / A                           |
| 61b           | 7b          | "The Swindle de la Goopopolis"             | Sue Perrotto           | Lisa Kettle                                                                | Kelly James                                   | 24 octombrie 2017             | TBA            | N / A                           |
| 62a           | 8a          | "Roboti furiosi"                           | Sue Perrotto           | Kristofer Wellman                                                          | Chris Harmon                                  | 30 octombrie 2017             | TBA            | N / A                           |
| 62b           | 8b          | "Captivi accidentali"                      | Jeff McGrath           | Greg Johnson(poveste) James W. Bates                                       | Calvin Suggs                                  | 30 octombrie 2017             | TBA            | N / A                           |
| 63a           | 9a          | "Monstrul deseu de pe planeta Crunkle"     | Jeff McGrath           | Greg Johnson(poveste) Lisa Kettle                                          | Arthur Valencia                               | 13 noiembrie 2017             | TBA            | N / A                           |
| 63b           | 9b          | "Imperiul pierdut"                         | Michael Daedalus Kenny | Greg Johnson(poveste) Kristofer Wellman                                    | Fred Cline                                    | 13 noiembrie 2017             | TBA            | N / A                           |
| 64a           | 10a         | "Înfruntare"                               | Jeff McGrath           | Greg Johnson(poveste) Jean Ansolabehere                                    | Jamie Vickers                                 | 27 noiembrie 2017             | TBA            | 0,49                            |
| 64b           | 10b         | "Big Escape"                               | Sue Perrotto           | Sascha Paladino & Greg Johnson(poveste) Taniya Hossain & Claire Yorita Lee | Eddie Lin și Kurt Anderson                    | 27 noiembrie 2017             | TBA            | 0,49 [59]                       |
| 65A           | 11a         | "Castelul în mișcare al lui Grendel"       | Michael Daedalus Kenny | Lisa Kettle                                                                | Derek Lee Thompson                            | 8 ianuarie 2018               | 312            | 0,55 [60]                       |
| 65B           | 11b         | "The Great Gadfly"                         | Jeff McGrath           | Greg Johnson(poveste) Jean Ansolabehere                                    | Rudi Berden & Calvin Suggs                    | 8 ianuarie 2018               | 312            | 0,55 [60]                       |
| 66a           | 12a         | "Shoom Balla Boom"                         | Michael Daedalus Kenny | Kristofer Wellman                                                          | Fred Cline                                    | 22 ianuarie 2018              | 313            | N / A                           |
| 66b           | 12b         | "Prieten sau FoeBot"                       | Sue Perrotto           | Greg Johnson                                                               | Chris Harmon                                  | 22 ianuarie 2018              | 313            | N / A                           |
| 67a           | 13a         | "Mare bucluc"                              | Jeff McGrath           | Lisa Kettle                                                                | Arthur Valencia                               | 29 ianuarie 2018              | 314            | N / A                           |
| 67b           | 13b         | "Dubla problema"                           | Sue Perrotto           | Kristofer Wellman                                                          | Kurt Anderson                                 | 29 ianuarie 2018              | 314            | N / A                           |
| 68a           | 14a         | "Malison pentru salvare"                   | Jeff McGrath           | Lisa Kettle                                                                | Eddie Lin                                     | 5 martie 2018                 | TBA            | N / A                           |
| 68b           | 14b         | "The Last Guardian"                        | Michael Daedalus Kenny | Kristofer Wellman                                                          | Ray Smyth                                     | 5 martie 2018                 | TBA            | N / A                           |
| 69a           | 15a         | "Sidekicks for Hire"                       | Michael Daedalus Kenny | Lisa Kettle                                                                | Derek Lee Thompson                            | 12 martie 2018                | TBA            | N / A                           |
| 69b           | 15b         | "Illumin-Aliens"                           | Sue Perrotto           | Kristofer Wellman                                                          | Kelly James                                   | 12 martie 2018                | TBA            | N / A                           |
| 70a           | 16a         | "Villain Force One"                        | Sue Perrotto           | Greg Johnson                                                               | Calvin Suggs și Chris Harmon                  | 19 martie 2018                | TBA            | N / A                           |
| 70b           | 16b         | "Villain Force Two"                        | Sue Perrotto           | Greg Johnson                                                               | Calvin Suggs și Chris Harmon                  | 19 martie 2018                | TBA            | N / A                           |
| 71a           | 17a         | "Suit Pursuit"                             | Michael Daedalus Kenny | Kristofer Wellman                                                          | Fred Cline și Ray Smyth                       | 26 martie 2018                | TBA            | N / A                           |
| 71b           | 17b         | "Operațiunea Groovestar"                   | Jeff McGrath           | Lisa Kettle                                                                | Arthur Valencia                               | 26 martie 2018                | TBA            | N / A                           |
|               |             |                                            |                        |                                                                            |                                               |                               |                |                                 |
| 72            | 18          | "Situația Stației Spațiale"                | Michael Daedalus Kenny | Sascha Paladino și Greg Johnson                                            | Kelly James și Ray Smyth                      | 7 mai 2018                    | TBA            | N / A                           |
|               |             |                                            |                        |                                                                            |                                               |                               |                |                                 |
| 73a           | 19a         | "Aggro's Jam"                              | Michael Daedalus Kenny | Sascha Paladino                                                            | Fred Cline                                    | 14 mai 2018                   | TBA            | N / A                           |
| 73b           | 19b         | "Schimbarea pe mare"                       | Sue Perrotto           | Lisa Kettle                                                                | Kurt Anderson                                 | 14 mai 2018                   | TBA            | N / A                           |
| 74a           | 20a         | "Salvarea Silasului"                       | Jeff McGrath           | Lisa Kettle                                                                | Eddie Lin                                     | 21 mai 2018                   | TBA            | N / A                           |
| 74b           | 20b         | "Atac de Arachno-Bots"                     | Sue Perrotto           | Kristofer Wellman                                                          | Kelly James                                   | 21 mai 2018                   | TBA            | N / A                           |
| 75            | 21          | "Preluarea Nemesystems" [1]                | Michael Daedalus Kenny | Sascha Paladino și Greg Johnson                                            | Derek Lee Thompson, Calvin Suggs și Ray Smyth | 10 septembrie 2018            |                |                                 |

## Personaje
Regizorul vocal al emisiunii este Lisa Schaeffer.
Familia Callisto :
- Miles Callisto (exprimat de Cullen McCarthy în sezonul 1 și Justin Felbinger în anotimpurile 2 și 3) - Un băiat entuziast și curios de 7 ani, cu o serie de invenții, oarecum nesăbuitoare, pe care seria îi poartă numele. Frazele sale de captură includ "Blastastic!", "Superstellar!", "Galactic!", "Aww, crater!" Și "Let's rachetă!" [13] De asemenea, el este căpitanul Forței Unu a Misiunii One. Loretta Callisto (exprimată de Fiona Bishop) - Sora mai mare a lui Miles și creierul celor doi copii. Are 11 ani. Îi place să citească și să urmeze regulile. Ea este poreclită "Starshine" de către mama ei și tatăl. Ea este, de asemenea, specialistul misiunii cosmo-forta.
- Madame Phoebe Callisto (née Liang, exprimată de Olivia Munn) - Mama lui Miles și a Lorettei dar și căpitanul navei. Ea este o femeie ambițioasă și împlinită care excelează în cariera ei.
- Leo Callisto (exprimat de Tom Kenny) - Tatăl lui Miles și Loretta și inginerul navei. El este, de asemenea, un pilot și inventatorul familiei. Leo demonstrează o atitudine relaxată care îl conduce la rezolvarea problemelor în moduri inovatoare.

Insotitorii Callisto:
- Stella (vocea lui Gray Griffin) - Vocea Stellosferei
- MERC (creatură responsabilă din punct de vedere emoțional mecanic, exprimată de Dee Bradley Baker) - animalul de companie robo-struț al familiei, care nu este niciodată departe de partea lui Miles.

Watson și Crick:
- Amiralul Watson (exprimat de Danny Jacobs) - Un șef al Autorității de Tranzit Tomorrowland.
- Amiralul Crick (exprimat de Diedrich Bader) - Un șef al Autorității de Tranzit Tomorrowland.